# Erich Fromm
Erich Seligmann Fromm, född 23 mars 1900 i Frankfurt am Main, Tyskland, död 18 mars 1980 i Muralto, Schweiz, var en tysk-amerikansk socialpsykolog, psykoanalytiker, sociolog, humanistisk filosof och demokratisk socialist. Han var knuten till kritisk teori inom Frankfurtskolan. Ett av hans främsta verk är Flykten från friheten.

## Biografi
Erich Fromm föddes i Frankfurt, i en judisk-ortodox familj. Hans far var affärsman. Fromm studerade vid universiteten i Frankfurt och Heidelberg, först juridik och sedan sociologi. Han avlade filosofie doktorsexamen i sociologi 1922. Sedan utbildade han sig till psykoanalytisk terapeut.
Fromm var ursprungligen knuten till den tyska Frankfurtskolan inom socialpsykologisk forskning. Han strävade efter att kombinera Freuds teori med en marxistisk tradition. Inom ramen för Frankfurtskolan genomförde han socialpsykologisk forskning om tyska arbetare och tjänstemäns karaktärsorientering under Weimarrepublikens epok. Projektet utgjordes av frågeformulär som riktades till arbetare och tjänstemän rörande deras inställning i olika frågor (politisk inställning, förebilder, kvinnosyn, barnuppfostran, etc.) och det slutfördes 1931. Studien publicerades dock i sin helhet först långt senare, i boken The Working Class in Weimar Germany (1984). Analysen visade att många till synes radikala vänsteranhängare inom dessa grupper hade underliggande auktoritära attityder. Fromms slutsats var att vänsterns anhängare – trots vänsterpartiernas framgångar vid allmänna val – inte kunde hindra en seger för nationalsocialismen mot bakgrund av sin underliggande auktoritetstroende karaktärsstruktur. Erich Fromm kom senare – av olika orsaker – i konflikt med ledande medlemmar av Frankfurtskolan och lämnade så småningom gruppen.
Fromm var en tid gift med psykoanalytikern Frieda Fromm-Reichmann. När nazistpartiet kom till makten i Tyskland 1933 blev han tvungen att gå i exil.
Först flyttade Fromm till Schweiz och sedan, 1934, till New York där han var verksam vid Columbia University. I USA samarbetade han bland annat med nyfreudianer som Harry Stack Sullivan och Karen Horney (han var en period även gift med Horney). Under tiden i USA var han verksam vid olika institutioner. Han var bland annat med och grundade William Alanson White Institute of Psychiatry, Psychoanalysis and Psychology. År 1950 flyttade han till Mexico City där han grundade Mexican Psychoanalytic Institute. Fromm var verksam som professor vid institutet fram till sin pensionering 1965. Slutligen, år 1974, flyttade Erich Fromm till Schweiz, där han senare avled några dagar innan han skulle fylla 80 år. Nästan hela sitt vuxna liv var han verksam som skribent och praktiserande psykoanalytiker.

## Verk
I en lång rad kulturkritiska debattböcker analyserade Fromm det samtida industrisamhället. Han myntade begreppet "social karaktär" för att förstå hur kulturen påverkade individernas karaktärsstruktur. Många av hans böcker – författade efter flykten från Tyskland – blev mycket uppmärksammade. En populärvetenskaplig genombrottsbok blev Flykten från friheten (1945), i vilken han diskuterade psykologiska orsaker till de auktoritära, odemokratiska massrörelserna – som nazismen – vilka hotar en demokratisk utveckling. Fromms tes var att människan historiskt sett, ända sedan medeltiden, successivt lösgjort sig från tidigare auktoriteter. Det har inneburit ett framsteg. Men upplevelsen av att vara en individ – med ansvar för sitt eget liv – har samtidigt gjort människan osäker och rädd för denna nyvunna frihet. Därför finns det, menade han, grogrund för auktoritära massrörelser som ger människor en (falsk) trygghetskänsla. För att möta detta bör det demokratiska samhället inte retirera, utan istället vara offensivt, för att lära människan att bära sin nyvunna frihet.
I en annan uppmärksammad bok, Kärlekens konst (1958), argumenterade Fromm för att kärleken är något annat än en tillfällig emotion som förälskelse. Istället bör vi betrakta kärleken som en konst som kräver utveckling av egenskaper såsom tålamod, självdisciplin och mod. Han analyserade också orsakerna till bristen på kärlek i det västerländska konsumtionssamhället.
Han utvecklade sedan sin samhällskritik utifrån sin holistiskt orienterade sociologiska och psykoanalytiska teori. Fromm menade att människan blivit alltmer vanmäktig och alienerad i ett tekniskt dominerande samhälle. Han kritiserar en kultur där maximal produktion och konsumism har blivit livets mening. Han ville också förstå de psykologiska orsakerna till människors våld och destruktivitet, exempelvis i boken Den destruktiva människan (1976).
En av Fromms sista böcker, Att ha eller att vara (1978), blev något av en sammanfattning av hans filosofi. Där hävdade han att ägandets livsform – att ha – blivit den västerländska civilisationens signum. Om man inte har någonting så är man ingenting i ett sådant samhälle. Men ägandets livsform leder till sådant som våld, miljöförstöring, försvar samt klyftor mellan rika och fattiga länder. Som alternativ ställde Fromm varandets livsform – att vara – som leder till sådant som oberoende, kritiskt förnuft och kärlek. Denna livsform står, enligt Fromm, i samklang med människans medfödda förmåga till att älska livet och att vara aktiv. Men en sådan samhällsutveckling, betonade han, kräver att radikala ekonomiska och sociala förändringar genomförs.
Istället för ett samhälle där människor riskerar att endast bli mekaniska kugghjul – slavar under tekniken – förespråkade Fromm en humanistisk och demokratisk socialism. Denna var av frihetlig karaktär och skilde sig alltså starkt från såväl sovjetisk kommunism som västerländsk kapitalism. I sina böcker skissade han på konkreta åtgärder i syfte att skapa ett mänskligare samhälle. Erich Fromm kom att bli en förgrundsgestalt inom den på 1960-talet framväxande nya vänstern, som ville finna en ny väg som uteslöt både reformkapitalism och sovjetkommunism.
Exempelvis förespråkade han införande av en decentraliserad deltagardemokrati; detta för att medborgarna mer direkt och aktivt ska involveras i det politiska och ekonomiska livet. Ett annat av hans förslag var att införa en form av medborgarlön. Han såg en potential i sammanslutningar bland konsumenter. Fromm stödde också sådant som kvinnors frigörelse och miljörörelsen. I sin vision av samhällelig förändring såg han för övrigt positivt på – och fann likheter i – livsbefrämjande sociala krafter från olika politiska och filosofiska läger.
En annan väg att bryta människans främlingskap var att återupprätta kontakten med drömmar, myter och sagor. Drömmarnas symboliska språk liknas av Fromm vid ett glömt språk, ett språk den moderna människan tappat kontakten med, vilket han skrev om i Det glömda språket (1953). Psykoanalysens förståelse av drömmarnas betydelse, menade han, kunde bli en väg till personlig förändring.
Fromm var mycket intresserad av andliga frågor. Han företrädde en världsligt orienterad icke-teistisk religiositet. Fromm anslöt sig närmast till mystikens tro på alltings inbördes sammanhang. Själv var han av judiskt ursprung och således influerad av en mosaisk tradition. Men han var också mycket påverkad av andra andliga riktningar, inte minst av zenbuddhism. Han träffade D.T. Suzuki, en auktoritet inom denna form av buddhism. I boken Zenbuddism och psykoanalys (1965) sökte han förena zenbuddhismens vishetslära med psykoanalysens teori (han praktiserade för övrigt själv zenbuddhistisk meditation).
Fromm hade också ett stort politiskt engagemang. Han arbetade bland annat för fredsrörelsen och mot USA:s krig i Vietnam. Sitt judiska ursprung till trots var han kritisk till staten Israels politik. En period var han verksam inom American Socialist Party i USA. Senare engagerade han sig inom ramen för det demokratiska partiet tills han 1968 drog sig tillbaka från politiken.
Erich Fromms mest kände elev torde vara psykologen och antropologen Michael Maccoby, som också är medförfattare i antologin A Prophetic Analyst (1996) där Fromms relevans för senare tiders frågor inom psykologi och samhällsdebatt lyfts fram. Även verksamheten inom The International Erich Fromm Society är ett exempel på det fortsatta intresset för hans författarskap.